# A Whole New Thing
| Recensione    | Giudizio |
| ------------- | -------- |
| AllMusic      |          |
| 24.000 dischi |          |

A Whole New Thing è il primo Album in studio  del gruppo soul-funk statunitense Sly & the Family Stone, pubblicato dalla Epic Reords nel novembre del 1967  .

## Tracce

### LP
(1967, Epic Records, LN 23324/BN 26324)
Lato A
Testi e musiche di Sylvester Stewart.
1. Underdog – 3:59
2. If This Room Could Talk – 3:00
3. Run, Run, Run – 3:14
4. Turn Me Loose – 1:52
5. Let Me Hear It from You – 3:35
6. Advice – 2:22

Durata totale: 18:02
Lato B
Testi e musiche di Sylvester Stewart.
1. I Cannot Make It – 3:20
2. Trip to Your Heart – 2:30
3. I Hate to Love Her – 3:30
4. Bad Risk – 3:04
5. That Kind of Person – 4:25
6. Dog – 3:10

Durata totale: 19:59

### CD
(2007, Epic/Legacy Records, 82796 90277 2)
Testi e musiche di Sylvester Stewart.
1. Underdog – 3:57 – Registrato nel giugno 1967
2. If This Room Could Talk – 3:10 – Registrato nel giugno 1967
3. Run, Run, Run – 3:05 – Registrato nel giugno 1967
4. Turn Me Loose – 1:55 – Registrato nel giugno 1967
5. Let Me Hear It from You – 3:33 – Registrato nel settembre 1967
6. Advice – 2:20 – Registrato nel giugno 1967
7. I Cannot Make It – 3:19 – Registrato nel giugno 1967
8. Trip to Your Heart – 3:41 – Registrato nel giugno 1967
9. I Hate to Love Her – 3:30 – Registrato nel giugno 1967
10. Bad Risk – 3:04 – Registrato nel luglio 1967
11. That Kind of Person – 4:25 – Registrato nel luglio 1967
12. Dog – 3:02 – Registrato nel luglio 1967
13. Underdog (versione singolo - mono) – 3:04 – Traccia bonus - Registrato nel giugno 1967
14. Let Me Hear It from You (versione singolo - mono) – 3:28 – Traccia bonus - Registrato nel settembre 1967
15. Only One Way Out of This Mess – 3:51 – Traccia bonus - Registrato nell'agosto 1967
16. What Would I Do – 4:05 – Traccia bonus - Registrato nel luglio 1967
17. You Better Help Yourself (strumentale) – 4:19 – Traccia bonus -  Registrato nell'agosto 1967

Durata totale: 57:48

## Formazione

### Gruppo
- Sly Stone – voce, tastiere, chitarra
- Freddy (Freddie) Stone – chitarra solista, cori
- Rose Stone – tastiere, pianoforte elettrico, cori
- Cynthia Robinson – tromba
- Jerry Martini – sassofono, cori
- Larry Graham – basso, cori
- Gregg Errico – batteria[5]

### Produzione
- Sly Stone – produzione (per la Stone Flower Productions)
- Teresa Alfieri – design copertina album originale
- Stephen Paley – foto copertina album originale
- Chris Albertson – note retrocopertina album originale[6]